# Chironomoidea
Super-famille
Les Chironomoidea sont une super-famille d'insectes diptères nématocères de l'infra-ordre des Culicomorpha.

## Systématique
La super-famille des Chironomoidea a été créée en 1917 par l'entomologiste américain John Russell Malloch (d) (1875-1963).

## Liste familles et genres
Selon BioLib (21 février 2022) :
- famille des Ceratopogonidae Grassi, 1900
- famille des Chironomidae Erichson, 1841
- famille des Simuliidae Newman, 1834
- famille des Thaumaleidae Bezzi, 1913
- genre † Anisinodus Lukashevich, Przhiboro, Marchal-Papier & Grauvogel-Stamm, 2010

## Publication originale
- (en) J. R. Malloch, « A preliminary classification of Diptera, exclusive of Pupipara, based upon larval and pupal characters, with keys to imagines in certain familis. Part 1 », Bulletin of the Illinois State Laboratory of Natural History, Bloomington, Inconnu, vol. 12,‎ 1917, p. 161-409 (OCLC 1308439, lire en ligne).